# カシミール渓谷
カシミール渓谷（英語: Kashmir Valley）は、インド北部とパキスタン北東部に広がるカシミールの一部を成す渓谷である。ピルパンジャル山脈と南西部で、ヒマラヤ山脈と北東部で境を接している。およそ135キロメートルに及び、幅は約32キロメートル。ジェルム川によって浸食され、形成された。